# Robert Bales
Robert Bales (Norwood, 30 juni 1973) is een voormalig sergeant van de United States Army die op 11 maart 2012 zestien Afghaanse burgers in Panjwai, Kandahar, Afghanistan vermoordde. Het incident staat sindsdien bekend als de Kandahar massacre (Kandahar-bloedbad).
Om de doodstraf te voorkomen trof Balen een schikking met de rechtbank en bekende hij schuld aan zestien moorden, zes aanrandingen en poging tot moord. Op 23 augustus 2013 werd hij veroordeeld tot levenslange gevangenisstraf zonder kans op voorwaardelijke invrijheidstelling.